# Andreas Carlgren
Hemming Andreas Carlgren (sinh ngày 8 tháng 7 năm 1958) là một chính khách của Đảng Trung tâm Thụy Điển, và là cựu Bộ trưởng Môi trường trong chính phủ Thụy Điển.

## Giáo dục và sự nghiệp
Andreas Carlgren sinh ra ở Västra Ryd, đô thị Upplands-Bro, hạt Stockholm. Từ năm 1981 và 1983, ông học tại Đại học Stockholm để theo đuổi việc giảng dạy. Sau đó, ông làm chủ tịch của Đảng Trung tâm Thanh niên từ năm 1984 đến 1987. Từ 1987 đến 1990, ông làm giáo viên, sau đó là việc làm tại M-gruppen, một công ty đào tạo, để làm việc về các chương trình phát triển môi trường cho các doanh nghiệp, bao gồm kiểm toán môi trường. Từ năm 1990 đến 1994, ông giữ chức phó thị trưởng thành phố Ekerö, chịu trách nhiệm đặc biệt về chăm sóc trẻ em và trường học. Từ năm 1994 đến năm 1998, ông được bầu làm thành viên của quốc hội Thụy Điển. Trong quốc hội, ông là thành viên của Ủy ban Giáo dục. Ngoài ra, Carlgren từng là phó chủ tịch thứ hai của Đảng Trung tâm từ năm 1992 đến 1998 và là phó chủ tịch thứ nhất từ năm 1998 đến năm 2000.
Năm 2000 Carlgren được bổ nhiệm làm tổng giám đốc của Hội đồng hội nhập Thụy Điển. Sau cuộc tổng tuyển cử năm 2006, ông được bổ nhiệm làm Bộ trưởng Môi trường trong nội các trung tâm mới. Một trong những vấn đề chính mà ông phải xử lý với tư cách là Bộ trưởng Môi trường là vấn đề nóng lên toàn cầu.
Vào ngày 29 tháng 9 năm 2011, ông đã được Lena Ek, người giữ chức Bộ trưởng Môi trường từ năm 2004. Ông đã giữ chức vụ MEP cho Đảng Trung tâm từ năm 2004. Với 4 năm và 358 ngày tại vị, ông là Bộ trưởng Môi trường lâu nhất.
Carlgren là phó chủ tịch của Hội đồng Viện Môi trường Stockholm. Carlgren đã tham gia hội đồng quản trị SEI kể từ ngày 1 tháng 1 năm 2012.

## Đời tư
Vào cuối những năm 1990, Carlgren ly dị, tuyên bố công khai rằng ông là người đồng tính và sau đó đã tham gia vào một quan hệ đối tác đã đăng ký với đối tác mới của mình. Ông là bộ trưởng nội các Thụy Điển đồng tính công khai đầu tiên. Carlgren có ba đứa con từ cuộc hôn nhân trước.